# Argyria
Az argyria a bőr és nyálkahártya maradandó, kóros, kékes-szürkés színű elszíneződése, melyet az ezüstkomponensek fogyasztása okozhat. Az argyriában szenvedő betegek bőrének és nyálkahártyájának színe emlékeztet a cianózis okozta tünetekre. A kutatások szerint 1-4 gramm ezüst több heti fogyasztása okozhat argyriát.